# GTr51
| GTr51                                                | GTr51                                                    |
| ---------------------------------------------------- | -------------------------------------------------------- |
| Der Berner GTr51 Nummer 26 im Jahr 1992 auf Linie 11 |                                                          |
| Stückzahl:                                           | 47                                                       |
| Chassis:                                             | FBW                                                      |
| Aufbau:                                              | SWS                                                      |
| Elektrische Ausrüstung:                              | MFO                                                      |
| Baujahre:                                            | 1957–1964                                                |
| Länge:                                               | 16,084 m, Prototyp 16,04 m                               |
| Breite:                                              | 2400 mm                                                  |
| Leermasse:                                           | Zürich: 14,88–15,20 t Bern: 15,6 t                       |
| Achsen:                                              | drei                                                     |
| Motortyp:                                            | Bern: MFO L27c                                           |
| Stundenleistung:                                     | Zürich: 2 × 103 kW Winterthur: 2 × 91 kW Bern: 2 × 74 kW |
| Sitzplätze:                                          | Zürich: anfangs 30, später 32 Bern: 33                   |
| Stehplätze:                                          | Zürich: 94 Bern: 113                                     |

GTr51 war die Typenbezeichnung einer früheren Schweizer Trolleybus-Baureihe, die in den Jahren 1957 bis 1964 für die Städte Zürich, Winterthur und Bern hergestellt wurde. Das Kürzel stand für Gelenk-Trolleybus auf einem FBW-Fahrgestell des Typs 51. Der GTr51 war der erste Schweizer Gelenktrolley und einer der ersten weltweit. Aufgrund des charakteristischen Geräusches seiner elektro-pneumatischen Hüpfersteuerung erhielt er in Bern den Beinamen Flipperkasten. Der zweimotorige GTr51 gilt als Vorläufer des in den Jahren 1965 bis 1968 von insgesamt vier Städten beschafften APG-Trolleybusses.

## Übersicht
Die zusammen 47 Exemplare wurden wie folgt abgeliefert, sie waren anfangs für den Fahrgastfluss ausgerüstet und besassen einen Kondukteursitz:
| Unternehmen                       | Netz                  | Stück | Nummern                | Baujahre       |
| --------------------------------- | --------------------- | ----- | ---------------------- | -------------- |
| Verkehrsbetriebe der Stadt Zürich | Trolleybus Zürich     | 33    | 101 (Prototyp) 102–133 | 1957 1959–1964 |
| Verkehrsbetriebe Winterthur       | Trolleybus Winterthur | 05    | 101–105                | 1958           |
| Städtische Verkehrsbetriebe Bern  | Trolleybus Bern       | 09    | 21–29                  | 1961           |

Am Aufbau der Berner Wagen war ausser SWS auch Ramseier & Jenzer beteiligt, weswegen diese sich äusserlich etwas von den übrigen Fahrzeugen unterschieden.

## Verbleib
Mittlerweile sind keine Fahrzeuge dieser Baureihe mehr im Einsatz.
- In Zürich wurde der GTr51 in den Jahren 1987 bis 1991 durch die erste Serie Mercedes-Benz O 405 GTZ ersetzt. Die Wagen 105, 107, 109, 111, 129 und 132 gelangten am 22. September 1991 in die chilenische Hauptstadt Santiago de Chile, wo am 24. Dezember 1991 wieder ein Trolleybusbetrieb eröffnet wurde. Nachdem dieser bereits am 9. Juli 1994 erneut stillgelegt wurde, kamen die Wagen 105, 129 und 132 noch zum Oberleitungsbus Valparaíso. Dort wurde Wagen 129 – als weltweit letzter planmässig eingesetzter GTr51 überhaupt – Ende Dezember 2016 ausgemustert.[2] Die Wagen 116, 122 und 123 kamen 1991 zum Trolleybus Lausanne, Wagen 122 wurde von dort aus 2001 noch nach Sibiu in Rumänien weitergereicht, wo er die neue Nummer 217 erhielt.[3] Er wurde noch vor der 2009 erfolgten Stilllegung des Betriebs ausgemustert.

- In Bern war der GTr51 bis Februar 1998 in Betrieb. Wagen 28 blieb beim Tramverein Bern museal erhalten.

- Nachdem das Winterthurer Stimmvolk die Beschaffung von Anhängern verworfen hatte, billigte es am 24. November 1957 den Kauf der fünf GTr51.[4] Sie gingen 1959 in Betrieb, waren auf den Linien 1 und 2 im Einsatz und wurden schliesslich 1989 wie in Zürich durch O 405 GTZ ersetzt.

## Galerie

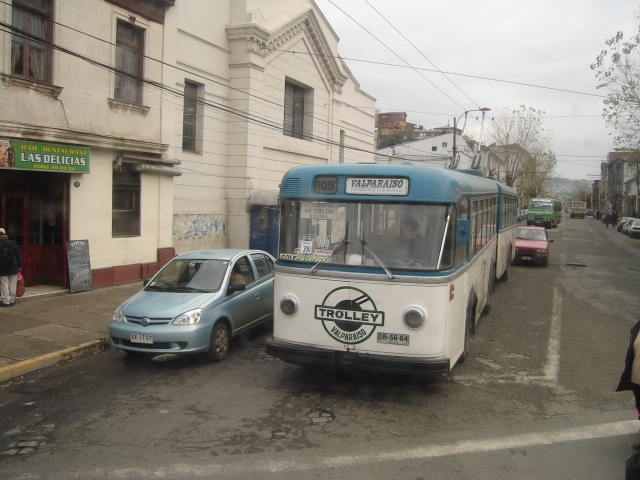
Der ehemalige Zürcher Wagen 105, hier 2005 in Valparaíso
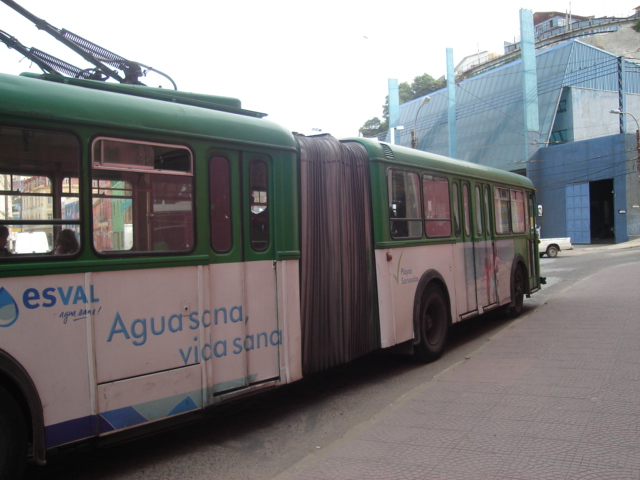
Seitenansicht Wagen 105
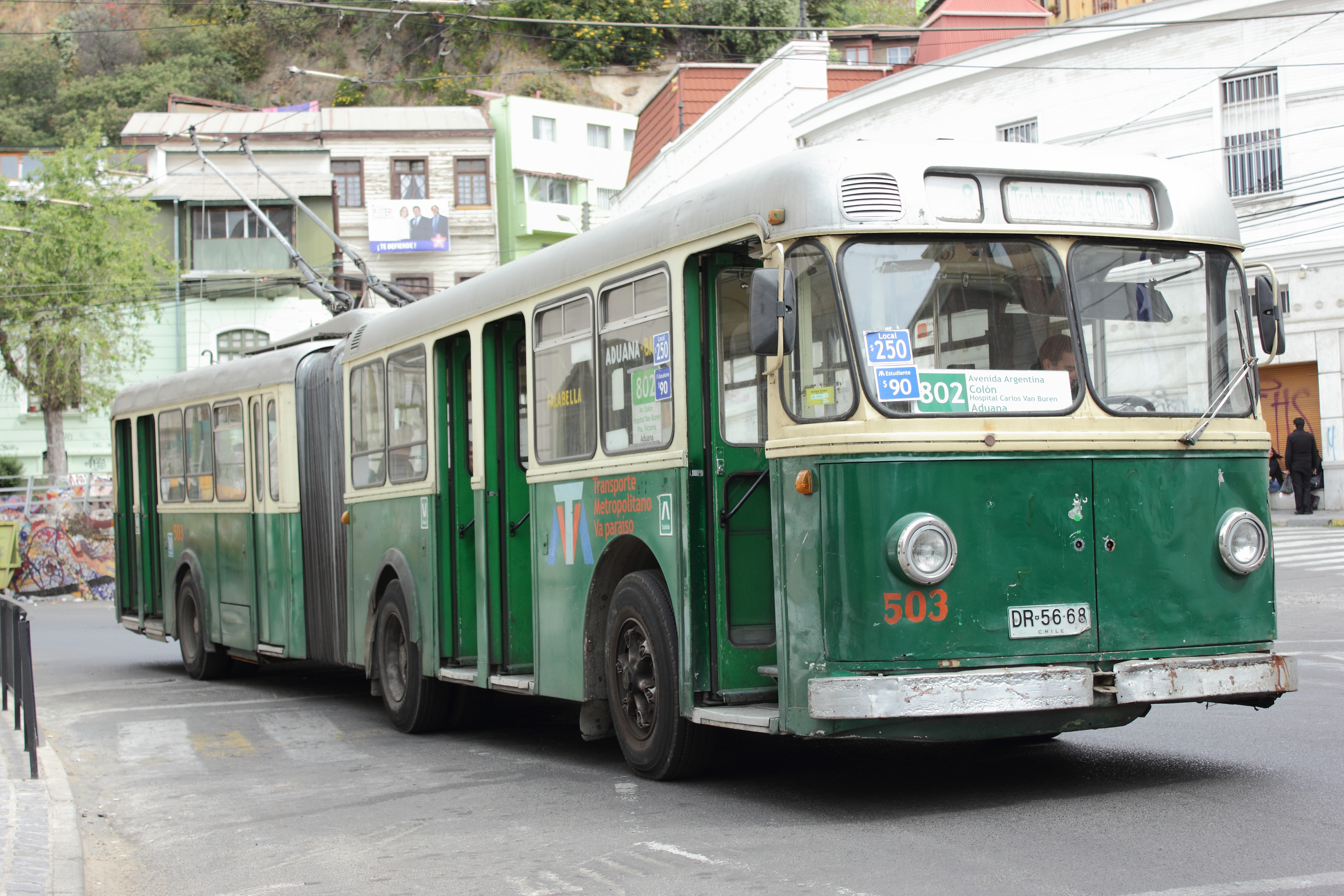
Valparaíso: Wagen 503 trug in Zürich die Nummer 129
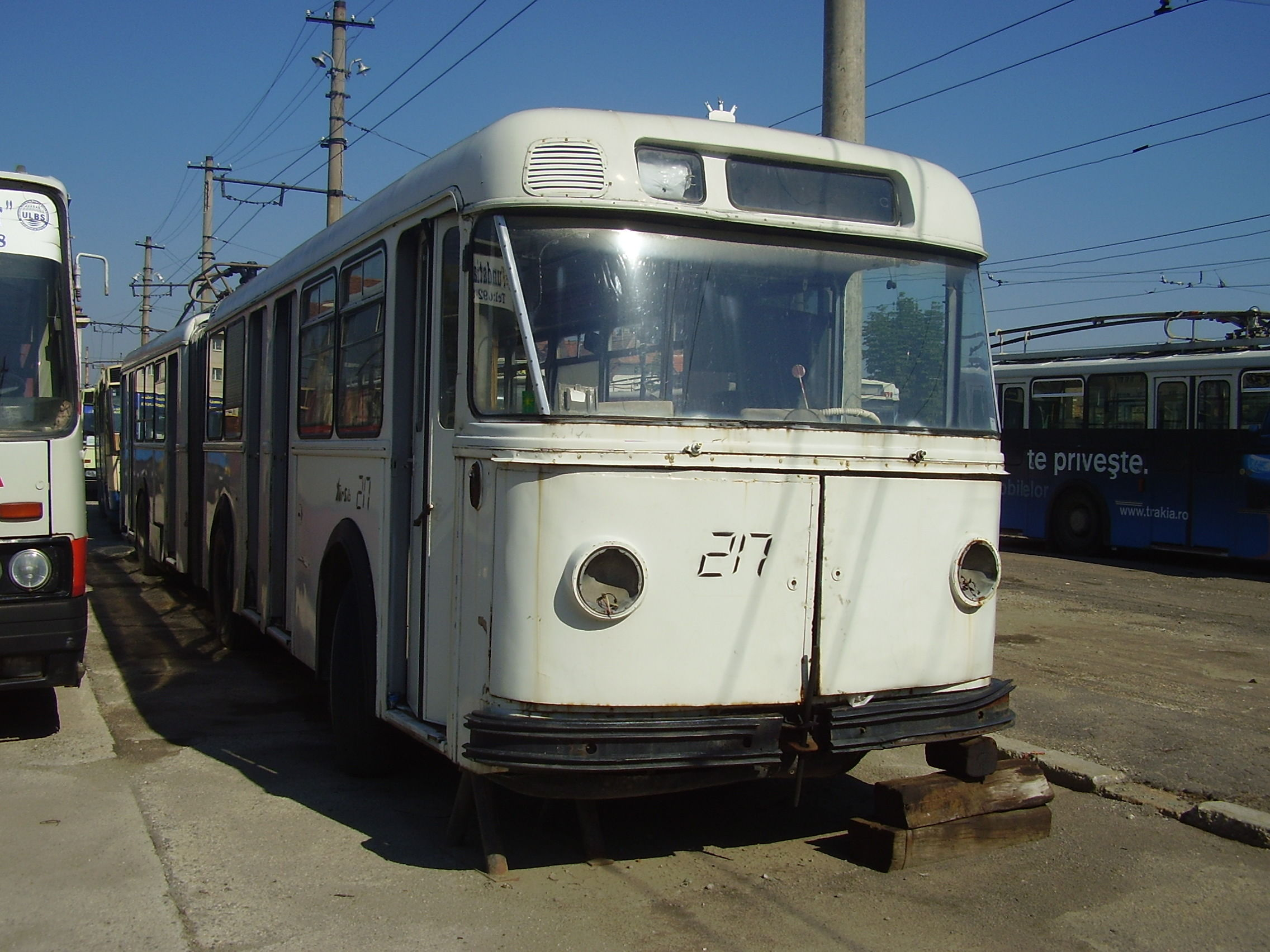
Der ehemalige Zürcher Wagen 122, hier 2006 als Wagen 217 in Sibiu
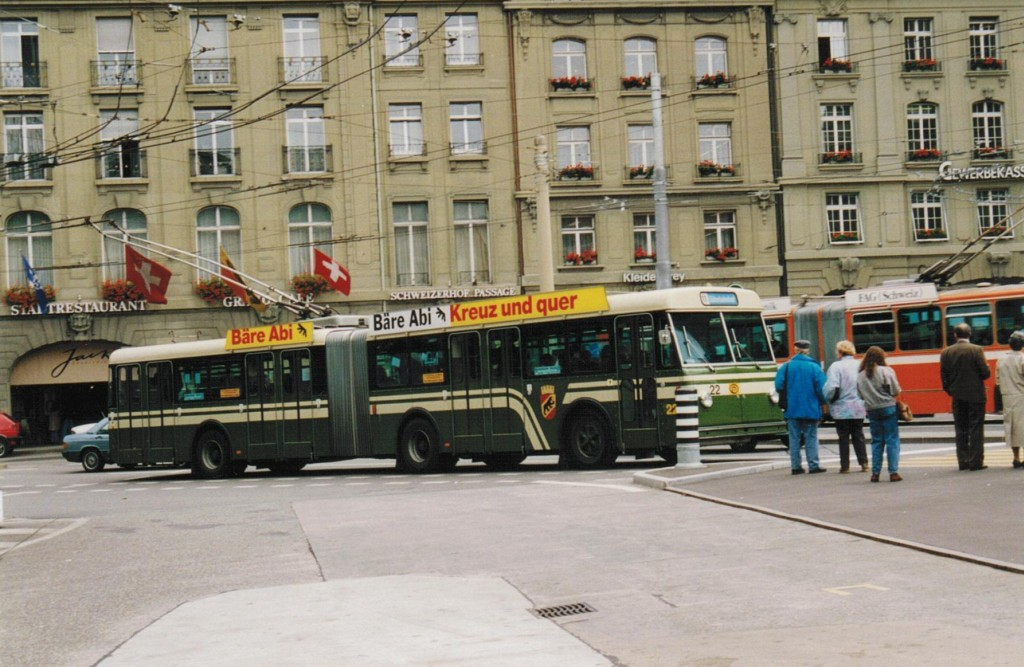
Seitenansicht des Berner Wagens 22, aufgenommen 1992 beim Bahnhof
Bern: Wagen 27 am 31. Juli 1974 im Einsatz auf der Linie 12